# Zhongcun, Guangdong
Zhongcun (kinesiska: 钟村) är ett stadsdelsdistrikt (jiedao) i sydöstra Kina. Det ligger i stadsdistriktet Panyu i provinshuvudstaden Guangzhou i provinsen Guangdong, omkring 18 kilometer söder om centrala Guangzhou. Antalet invånare är 104 598. Befolkningen består av 50 925 kvinnor och 53 673 män. Barn under 15 år utgör 14,0 %, vuxna 15-64 år 80 %, och äldre över 65 år 5,0 %.